# Homenaje a los detenidos desaparecidos y ejecutados políticos de Ñuble
El Homenaje a los Detenidos Desaparecidos y Ejecutados Políticos de Ñuble es un mural y monumento ubicado a un costado de la Facultad de Educación y Humanidades del Campus La Castilla, de la Universidad del Bío-Bío, en la ciudad de Chillán, Chile.

## Historia

### Antecedentes
Después del Golpe de Estado en Chile de 1973, en las instituciones educativas de Chile se dio inicio a una serie de sumarios administrativos a funcionarios, académicos y estudiantes que quedaron bajo la tutela de efectivos policiales y militares, quienes posteriormente buscaban a estas personas para torturarlas, asesinarlas y desaparecerlas. En el caso de los terrenos administrados actualmente por la Universidad del Bío-Bío, corresponden a la Escuela Normal de Chillán y la Sede Ñuble de la Universidad de Chile.
El 1 de octubre de 1973 el académico Francisco Sánchez Arguen es llevado por personal de la Segunda Comisaría de Chillán debido a que un arrendatario habría dado su nombre en un interrogatorio, a raíz de eso es llevado a su propiedad en Avenida Libertad #39 y posteriormente retirado del lugar por las mismas personas junto a unos libros. Más tarde, el testimonio de un profesor corrobora que Sánchez Arguen estuvo en la Segunda Comisaría hasta las 3:00 AM del 2 de octubre, a partir de ese momento el académico se le pierde el rastro, aunque dado a las circunsancias, se presume que fue una de las víctimas del Puente El Ala.
Para el 3 de octubre de 1973, el estudiante de la Escuela Normal de Chillán Roberto Ávila Sepúlveda, fue detenido en el patio del establecimiento educacional por funcionarios de la Policía de Investigaciones de Chile, siendo llevado al Cuartel de Investigaciones de Chillán. En 1984 fallece Héctor Sobarzo Núñez en la antigua rotonda de Avenida Departamental en la comuna de Macul, Santiago de Chile, quien había egresado de la carrera de Pedagogía en Historia y Geografía del Instituto Profesional de Chillán.

### Inauguración

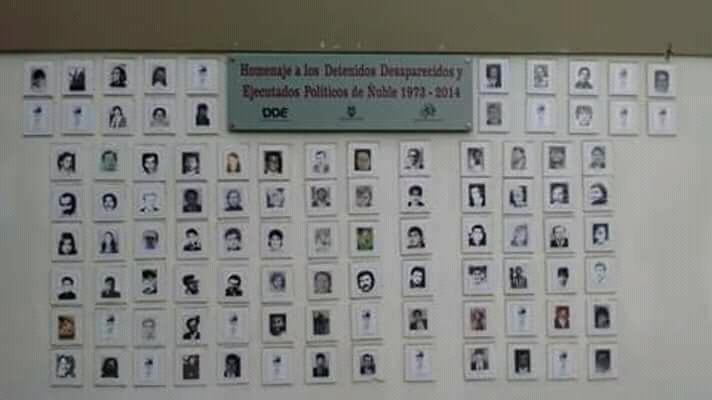
Aspecto del memorial en 2017

El mural fue ideado por estudiantes del mismo recinto educativo organizados en la agrupación "Colectivo de Estudiantes en Movimiento", siendo inaugurado en noviembre de 2014 con la presencia de familiares y amigos de detenidos desaparecidos, los sacerdotes José Luis Ysern de Arce y Raúl Manríquez, quienes estuvieron apoyando a las familias de víctimas durante la dictadura militar, a través de la Vicaría de la Solidaridad, además de autoridades universitarias, como el decano de la Facultad de Educación y Humanidades Marco Aurelio Reyes. En 2017, es creado un nuevo mural a un costado del homenaje. En 2018 fue inaugurada una placa conmemorativa que recuerda a los estudiantes caídos durante la dictadura, cual había sido ideada por estudiantes de Ingeniería Comercial y estaba pendiente desde el año 2010. Asimismo se rindió un homenaje a Fernando Romero Lagos, cuyos familiares recibieron el título póstumo de parte de la Universidad de Chile como Asistente Social.
Durante la Pandemia de COVID-19 en Chile, en septiembre de 2021, fue inaugurada una nueva placa para el estudiante Héctor Sobarzo Núñez, asesinado en 1984, quien fue estudiante de Pedagogía en Historia y Geografía.